# Ommatotriton ophryticus
Ommatotriton ophryticus é uma espécie de anfíbio caudado pertencente à família Salamandridae. Está presente na Arménia, Geórgia, Federação Russa e Turquia. É considerada quase ameaçada devido ao rápido declínio nas populações do Cáucaso, causado pela predação por texugos invasores e captura de animais para comercialização como animais de estimação.